# Шаррія
Шаррія (*поч. XIX століття до н. е.) — енсі міста-держави Ешнунна.

## Життєпис
Походження достеменно невідомо. Вважається узурпатором. Близько 1895 року до н. е. повалив енсі Абдіераха, захопивши трон. Намагався отримати підтримку місцевого жрецтва. Проте панував нетривалий час. Був повалений Белакумом.